# RD-120
El RD-120 ( Índice GRAU 11D123 ) es un motor de cohete de propergoles líquidos, optimizado para su empleo en la etapa superior de quema RG-1 (queroseno refinado ) y LOX en un ciclo de combustión por etapas rico  en oxidante, con una relación Oxidante/Combustible de 2,6. Se utiliza en la segunda etapa de la familia de vehículos de lanzamiento Zenit. Tiene una única cámara de combustión fija y, por lo tanto, en el Zenit se combina con el motor vernier RD-8. El motor ha sido desarrollado entre 1976 y 1985 por NPO Energomash liderando el desarrollo VP Radovsky. Es fabricado por empresa Yuzhmash en Ucrania junto con la mayor parte del cohete.

## Historia

### Diseño
Durante el desarrollo inicial del programa Buran del 11D77, el vehículo de lanzamiento más tarde conocido como Zenit, a KBKhA se le había asignado el desarrollo del motor de la segunda etapa, como lo habían hecho para los vehículos Protón y Soyuz. Pero dadas las dificultades para NPO Energomash en el desarrollo del RD-123 (que más tarde se conocería como el RD-170), derivaron el desarrollo del motor de hidrógeno / oxígeno a KBKhA. Este proyecto, análogo al estadounidense SSME, fue el proyecto RD-130 dentro de NPO Energomash. Pero cuando KBKhA abordó el desarrollo, lo renombró RD- 0120, lo cual  es una fuente de confusión pues existe otro motor con la denominación RD-0120. A cambio de que abordaran el difícil desarrollo del motor de propulsión criogénico, Energomash asumió la responsabilidad de desarrollar el motor de segunda etapa del 11D77, que eventualmente se conocería como el RD-120. El hecho de que el RD-120 y el RD-0120 tuvieran esta concepción similar, dentro del mismo programa, y con un intercambio de oficinas de diseño, ayuda a aumentar la confusión.
El 16 de marzo de 1976, de acuerdo con el Decreto del Comité Central del PCUS y el Consejo de Ministros de la URSS se aprobó el desarrollo de Zenit, el RD-171 y el RD-120. En abril de 1976, la Oficina de diseño Yuzhnoye suministró a NPO Energomash los requisitos finales para la primera y segunda etapa de la 11D77. Uno de los efectos deseables de encargar la propulsión de la primera y segunda etapa en el mismo diseñador, fue que podían aprender sus lecciones sobre motores de combustión por etapas en el motor, más pequeño y simple, de la etapa superior del cohete, y luego aplicarlos a la primera etapa más grande e innovadora el RD-170. NPO Energomash ya había trabajado en un prototipo de motor de combustión por etapas de queroseno / oxígeno en ese rango de parámetros, basado en el motor hipergólico RD-268, que ya estaba en producción en serie en Yuzhmash.

### Tecnología
El RD-120 funciona con queroseno y oxígeno líquido (LOX) y consta de una cámara de combustión principal y otra secundaria, una turbobomba y un generador de gas. Está respaldado por un motor RD-8 adicional con cuatro boquillas de control que se pueden girar 33 ° para controlar la dirección.
Otra característica especial del motor es que la potencia se puede reducir al 80% para reducir la carga en la estructura del cohete poco antes de apagar el motor. Al igual que el RD-253, gracias al ciclo de combustión por etapas, la turbina para accionar las bombas de combustible se encuentra dentro de la cámara de precombustión (circuito cerrado). Para este propósito, se alimenta la cantidad total del oxidante y una pequeña parte del combustible, que se quema allí a baja temperatura y acciona la turbina. El gas de escape de la cámara de precombustión luego pasa a las cámaras de combustión principales, donde se suministra y se quema la parte principal del combustible. Este diseño significa que el motor no pierde gas de transmisión para las bombas, incluso con la enorme presión de la cámara de combustión de más de 160 bar.

### Pruebas
En febrero de 1977, se terminó el diseño preliminar, y el 31 de enero de 1979 se realizó la primera prueba de encendido del RD-120. Hasta 1982, se produjeron modelos experimentales en NPO Energomash; posteriormente, el motor se transfirió a producción en serie en Yuzhmash. Hasta 1985, se realizaron pruebas en tierra.
El RD-120 tuvo un debut complicado, el 13 de abril de 1985 la segunda etapa falló en su primer vuelo, también en el segundo, 21 de junio de 1985, y el cuarto, 28 de diciembre de 1985. Si bien solo la primera falla pudo atribuirse al RD-120. Las primeras pruebas de vuelo estaban programadas para el 12 de abril de 1985. Ese día, una tormenta de polvo se levantó en el cosmódromo de Baikonur. Y finalmente se pospuso al día siguiente. El 13 de abril, el lanzamiento fue exitoso, pero a los 410 segundos del tanque de queroseno del RD-120 se agotó debido al ajuste incorrecto del regulador de consumo de combustible. El problema fue que ar recibir el comando de reducir el consumo de queroseno, el regulador lo aumentó. El segundo lanzamiento del cohete Zenit, 21 de junio de 1985, no tuvo éxito en la segunda etapa pero el RD-120 funcionó correctamente, el fallo se debió a un mal funcionamiento del motor de dirección RD-8 , explotó al final de la sección activa, aunque la misión general del vuelo se completó. La causa del mal funcionamiento fue la obstrucción del filtro en la válvula de entrada del oxidante. El 22 de octubre del mismo año, tuvo lugar el tercer lanzamiento del Zenith con un éxito total.
Finalmente, demostró su valía, y en diciembre de 1987, el RD-120 (y el Zenit) se consideraron aptos. Pero en los años de la disolución soviética, la segunda etapa falló dos veces seguidas el 30 de agosto de 1991 y el 5 de febrero de 1992. Zenit tuvo otras fallas en la segunda etapa, pero solo la primera se ha atribuido directamente al RD-120.
Durante los años 1990, el Jefe del Departamento de Propulsión de NPO Energomash y el diseñador líder, VK Chvanov, recibieron el Premio Estatal por la creación del RD-120.

### Exportación
Entre el 11 y el 18 de octubre de 1995, el RD-120  se convirtió en el motor de cohete ruso  que por primera vez en la historia, realizó pruebas de encendido en los Estados Unidos. Las pruebas se realizaron en el banco de pruebas E-8 de Pratt & Whitney para evaluar el rendimiento del RD-120 con combustible estadounidense y, en general, la idoneidad de este motor para su instalación en cohetes estadounidenses. Las pruebas tuvieron éxito. Además, se consideró la opción de usar el RD-120 en la nave espacial reutilizable X-34, diseñada por Orbital Sciences. Las pruebas han demostrado que, en comparación con otro candidato, el estadounidense RS-27, el motor ruso era más potente y, por lo tanto, preferible. Sin embargo, en 1996, el trabajo en el X-34 se suspendió, y posteriormente el proyecto se canceló.

## Versiones
Este motor ha tenido dos versiones operativas y algunas variaciones propuestas:
- RD-120 ( índice GRAU 11D123): Versión original desarrollada para la segunda etapa del Zenit-2 .[4] Las características principales es que utiliza una turbobomba vertical, ya que el tanque de combustible es un toro y el motor tiene que encajar en el orificio central.[2][18]
- RD-120 (empuje aumentado) ( Índice GRAU 11D123): versión aumentada de empuje desarrollada para la segunda etapa del Zenit-3SL .[4][1] Algunos autores lo identificaron como el RD-120M ( Índice GRAU 11D123M).
- RD-120K: Proyecto para un desarrollo desconocido de primera etapa. Había reducido el área de expansión y se hicieron mdificaciones en los subsistemas para reducir la longitud total.[2] Tuvo suficiente desarrollo como para realizar algunas pruebas de encendido.[4][1][19]
- RD-120M: Versión propuesta para el programa X-34. Agregó una montura con gimbaled y fue disparada en los Estados Unidos.[20][21]
- RD-120U: Versión propuesta para el ULV-22.[22]
- RD-146 [23]
- RD-182: Versión metano/ LOX del RD-120K. Propuesto para el proyecto de vehículo de lanzamiento Riksha de la Oficina de Diseño de Cohetes Makeyev .[24][25][26]
- RD-182M: Versión LNG / LOX del RD-182. Propuesto para el proyecto de vehículo de lanzamiento Vozdushnyy Start.[27]
- RD-870: Versión ucraniana de RD-120K con cámara de combustión producida en Rusia reemplazada por motores RD-263 modificados de las existencias, desarrollada por Yuzhnoye Design Bureau para su uso en la primera etapa de Cyclone-4M SLV.[28]

| Nombre                   | RD-120                                                                                                 | RD-120 (empuje aumentado)                                                                              | RD-120K                                                                                                | RD-870                                                                                                 |
| ------------------------ | --- | --- | --- | --- |
| Código GRAU              | 11D123                                                                                                 | 11D123 11D123M?                                                                                        | | |
| Años de desarrollo       | 1976–1985                                                                                              | 2001–2003                                                                                              | 1986–                                                                                                  | 2016–                                                                                                  |
| Tipo de motor            | motor cohete de combustión escalonada rica en oxidante con propergoles líquidos para la etapa superior | motor cohete de combustión escalonada rica en oxidante con propergoles líquidos para la etapa superior | motor cohete de combustión escalonada rica en oxidante con propergoles líquidos para la etapa superior | motor cohete de combustión escalonada rica en oxidante con propergoles líquidos para la etapa superior |
| Propergoles              | RG-1/LOX (O/F 2,6)                                                                                     | RG-1/LOX (O/F 2,6)                                                                                     | RG-1/LOX (O/F 2,6)                                                                                     | RG-1/LOX (O/F 2,6)                                                                                     |
| Presión de la cámara     | 16,28 MPa                                                                                              | 17,81 MPa                                                                                              | 17,63 MPa                                                                                              | 16 MPa                                                                                                 |
| Empuje (Vac)             | 833,6 kN                                                                                               | 912 kN                                                                                                 | 853,2 kN                                                                                               | 867,5 kN                                                                                               |
| Empuje (SL)              | N/A | N/A | 784,5 kN                                                                                               | 781 kN                                                                                                 |
| Isp (Vac)                | 350 s                                                                                                  | 50 s                                                                                                   | 330 s                                                                                                  | 332 s                                                                                                  |
| Isp (SL)                 | N/A | N/A | 304.4 s                                                                                                | 298 s                                                                                                  |
| Aceleración              | 70–110%                                                                                                | 70–110%                                                                                                | 50–105%                                                                                                | 98.5–101.5%                                                                                            |
| Expansión en la boquilla | 114.5                                                                                                  | 114.5                                                                                                  | 49.6                                                                                                   | N/A |
| Tiempo de encendido      | 290 segundos                                                                                           | 290 segundos                                                                                           | 305 segundos                                                                                           | 200 segundos                                                                                           |
| Vida del motor           | 2.200 segundos                                                                                         | 2.200 segundos                                                                                         | 2.200 segundos                                                                                         | N/A |
| Longitud                 | 3872 mm                                                                                                | 3872 mm                                                                                                | 2435 mm                                                                                                | 2746 mm                                                                                                |
| Diámetro                 | 1954 mm                                                                                                | 1954 mm                                                                                                | 1400 mm                                                                                                | 1436 mm                                                                                                |
| Peso                     | 1125 kg                                                                                                | 1125 kg                                                                                                | 1080 kg                                                                                                | 1280 kg                                                                                                |
| Empleado en              | Zenit-2 Segunda Etapa                                                                                  | Zenit-3SL Segunda Etapa                                                                                | Proyecto                                                                                               | Cyclone-4M Primera Etapa                                                                               |
| Primer lanzamiento       | 1985-04-13                                                                                             | 1999-03-28                                                                                             | N/A | N/A |
| Estatus                  | In Producción                                                                                          | En Producción                                                                                          | Proyecto                                                                                               | Proyecto                                                                                               |
| Referencias              | [ 4 ] [ 1 ] [ 2 ] [ 3 ] [ 5 ] [ 28 ]                                                                   | [ 4 ] [ 1 ] [ 2 ] [ 3 ] [ 5 ] [ 28 ]                                                                   | [ 4 ] [ 1 ] [ 2 ] [ 3 ] [ 5 ] [ 28 ]                                                                   | [ 4 ] [ 1 ] [ 2 ] [ 3 ] [ 5 ] [ 28 ]                                                                   |

## Motores derivados

Árbol filogenético del motor RD-120

Sin considerar las variaciones directas del RD-120, este motor muy influyente ha sido la base de muchos motores que abarcan derivados en cuatro países. El RD-801 y el RD-810 de Ucrania, el YF-100 y el YF-115 de China, así como el SCE-200 de la India , se remontan directamente al RD-120. La base de motores de la familia soviética / rusa RD-170 se desarrolló a partir de las lecciones aprendidas del proyecto RD-120.

### Familia RD-170
El RD-120 se usó como la primera aplicación práctica de la combustión por etapas rica en oxidante con propelente de queroseno en NPO Energomash , antes de abordar desarrollo del RD-170. Entonces, si bien esta familia posterior de motores tiene parámetros de rendimiento más agresivos y el proyecto original (el RD-123) es anterior al RD-120, de hecho fue el primer diseño real del desarrollo de la serie.

### RD-801 y RD-810
Si bien la experiencia de propulsión de Yuzhnoye había sido principalmente en motores de propergoles hipergólicos, como el RD-855 o RD-861, se consideraban demasiado tóxicos para los estándares ecológicos de la época. Mientras que todavía ofrecen para desarrollar la propulsión hipergólico, como el motor RD-843 de la etapa AVUM de Vega o para el proyecto Tsyklon-4, para la familia de vehículos de lanzamiento Mayak más amigable con el medio ambiente se decantó por la mezcla queroseno  y LOX .
Yuzhnoye no solo había dominado el ciclo más complejo para el propelente ( ciclo de combustión por etapas rico en oxidantes) con el RD-8, sino que había trabajado estrechamente con NPO Energomash durante el programa RD-120. La fabricación se realiza en su compañía hermana Yuzhmash en Ucrania, y el proyecto de aumento de empuje RD-120 de 2001 a 2003 había sido un proyecto mixto entre las tres compañías.
Sobre la base de esta experiencia, se propuso una familia de motores derivados. El RD-805 y el RD-809 son en su mayoría modificaciones del RD-8, pero los miembros de la familia RD-801 y RD-810 pueden considerarse verdaderos descendientes del RD-120. Una característica de esta familia es mantener la temperatura de salida del quemador limitada por debajo de 500 °C

### SCE-200
El 2 de junio de 2005, India y Ucrania firmaron el Acuerdo Marco entre el Gobierno de Ucrania y el Gobierno de la República de India sobre Cooperación en los usos pacíficos del espacio ultraterrestre, que entraría en vigor el 15 de febrero de 2006. Según la información no confirmada obtenida por WikiLeaks, este contrato implicaba la transferencia de planos solo para un motor de cohete por parte de la Oficina de Diseño de Yuzhnoye .  Según el comunicado de prensa oficial el 26 de marzo de 2013 del Ministerio de Desarrollo Económico y Comercio de Ucrania, el desarrollo de un motor de cohete para vehículos de lanzamiento de la India se inició en 2006 bajo un proyecto conjunto indio-ucraniano llamado "Jasmine ".
Los planos del motor supuestamente transferidos por Ucrania a la India, han sido identificados como el modelo RD-810. Dado que la transferencia excluyó específicamente los métodos y software de análisis de ingeniería, los indios, de hecho, tuvieron que desarrollar la mayoría de las tecnologías y modelos de ingeniería para fabricar y certificar el motor. Dadas las especificaciones prácticamente idénticas al RD-810, y el hecho de que incluso los indios usaron los renders Yuzhnoye del motor en sus presentaciones, puede considerarse al menos fuertemente influenciado por el RD- 120

### YF-100 y YF-115
Durante la década de 1990, los chinos adquirieron dos o tres motores RD-120, y posiblemente algo de documentación. Esto les permitió arrancar su programa de motor de combustión por etapas de queroseno autóctono, el YF-100 y el YF-115 . Según un cable de WikiLeaks con fecha, 28 de septiembre de 2007, el gobierno ucraniano niega cualquier participación de la industria ucraniana en esa transferencia, y afirma que no hubo ninguna participación, al menos hasta 2007, con la 11.ª y 4.ª Academia china con respecto a la transferencia de tecnología RD-120.
DE manera análoga a la India y el RD-810, la transferencia de los motores y los planos solo ayuda en el desarrollo. Pero se necesitó diez años de investigación, requiriendo el dominio de 70 tecnologías clave, 50 nuevos materiales y la construcción de 61 juegos de motores con un total combinado de más de 40,000 segundos de ignición hasta 2013.

### Comparativa entre los motores derivados del RD-120
| Nombre               | RD-120                                                                                                 | RD-120 (empuje aumentado)                                                                              | RD-191                                                                                                 | YF-100                                                                                                 | RD-801                                                                                                 | RD-810                                                                                                 | SCE-200                                                                                                |
| -------------------- | --- | --- | --- | --- | --- | --- | --- |
| Índice GRAU          | 11D123                                                                                                 | 11D123 11D123M?                                                                                        | | | | | |
| País de Origen       | Unión Soviética                                                                                        | Rusia/Ucrania                                                                                          | Rusia                                                                                                  | China                                                                                                  | Ucrania                                                                                                | Ucrania                                                                                                | India                                                                                                  |
| Diseñador            | NPO Energomash                                                                                         | NPO Energomash/Yuzhnoye                                                                                | NPO Energomash                                                                                         | AALPT                                                                                                  | | Yuzhnoye                                                                                               | ISRO                                                                                                   |
| Años de desarrollo   | 1976–1985                                                                                              | 2001–2003                                                                                              | 1999–2011                                                                                              | 2000–2015                                                                                              | 2005–                                                                                                  | 2005–                                                                                                  | 2005–                                                                                                  |
| Tipo de motor        | motor cohete de combustión escalonada rica en oxidante con propergoles líquidos para la etapa superior | motor cohete de combustión escalonada rica en oxidante con propergoles líquidos para la etapa superior | motor cohete de combustión escalonada rica en oxidante con propergoles líquidos para la etapa superior | motor cohete de combustión escalonada rica en oxidante con propergoles líquidos para la etapa superior | motor cohete de combustión escalonada rica en oxidante con propergoles líquidos para la etapa superior | motor cohete de combustión escalonada rica en oxidante con propergoles líquidos para la etapa superior | motor cohete de combustión escalonada rica en oxidante con propergoles líquidos para la etapa superior |
| Propergoles          | RG-1/LOX (O/F 2.6)                                                                                     | RG-1/LOX (O/F 2.6)                                                                                     | RG-1/LOX (O/F 2.6)                                                                                     | Queroseno/LOX (O/F 2.6)                                                                                | RG-1/LOX (O/F 2.65)                                                                                    | RG-1/LOX (O/F 2.65)                                                                                    | Isrosene/LOX (O/F 2.65)                                                                                |
| Presión en la cámara | 16.28 MPa                                                                                              | 17.81 MPa                                                                                              | 25.75 MPa                                                                                              | 18 MPa                                                                                                 | 18 MPa                                                                                                 | 18 MPa                                                                                                 | 18 MPa                                                                                                 |
| Empuje (Vac)         | 833.6 kN                                                                                               | 912 kN                                                                                                 | 2090 kN                                                                                                | 1340 kN                                                                                                | 1340 kN                                                                                                | 2105 kN                                                                                                | 2030 kN                                                                                                |
| Empuje (nm)          | N/A | N/A | 1920 kN                                                                                                | 1200 kN                                                                                                | 1198 kN                                                                                                | 1876 kN                                                                                                | 1820 kN                                                                                                |
| Isp (Vac)            | 350 s (3,4 km/s)                                                                                       | 350 s (3,4 km/s)                                                                                       | 337,5 s (3,310 km/s)                                                                                   | 335 s (3,29 km/s)                                                                                      | 336 s (3.30 km / s)                                                                                    | 335,5 s (3,290 km/s)                                                                                   | 335 s (3,29 km/s)                                                                                      |
| Isp (nm)             | N/A | N/A | 311,2 s (3,052 km/s)                                                                                   | 300 s (2,9 km/s)                                                                                       | 300.7 s (2.949 km/s)                                                                                   | 299 s (2.93 km/s)                                                                                      | 299 s (2.93 km/s)                                                                                      |
| aceleración          | 70–110%                                                                                                | 70–110%                                                                                                | 27–105%                                                                                                | 65–100%                                                                                                | N/A | N/A | 65–105%                                                                                                |
| Expansión de tobera  | 114.5                                                                                                  | 114.5                                                                                                  | 37 | 35 | N/A | N/A | N/A |
| Tiempo de encendido  | 290 segundos                                                                                           | 290 segundos                                                                                           | 325 segundos                                                                                           | 155 segundos                                                                                           | 200 segundos                                                                                           | N/A | N/A |
| Longitud             | 3872 mm                                                                                                | 3872 mm                                                                                                | 3780 mm                                                                                                | N/A | N/A | N/A | N/A |
| Diámetro             | 1954 mm                                                                                                | 1954 mm                                                                                                | 2100 mm                                                                                                | 1338 mm                                                                                                | N/A | N/A | N/A |
| Peso                 | 1125 kg                                                                                                | 1125 kg                                                                                                | 2200 kg                                                                                                | N/A | 1630 kg                                                                                                | 2800 kg                                                                                                | 2700 kg                                                                                                |
| Usado en             | Zenit-2 Segunda etapa                                                                                  | Zenit-3SL Segunda etapa                                                                                | Angara                                                                                                 | LM-5, LM-6 y LM-7                                                                                      | Mayak                                                                                                  | Mayak                                                                                                  | ULV |
| Primer Lanzamiento   | 13 de abril de 1985                                                                                    | 28 de marzo de 1999                                                                                    | 9 de julio de 2014                                                                                     | 20 de septiembre de 2015                                                                               | N/A | N/A | N/A |
| Estatus              | Retirado                                                                                               | En Producción                                                                                          | En Producción                                                                                          | En Producción                                                                                          | Proyecto                                                                                               | Proyecto                                                                                               | En Desarrollo                                                                                          |
| Referencias          | [ 4 ] [ 1 ] [ 2 ] [ 3 ] [ 5 ]                                                                          | [ 4 ] [ 1 ] [ 2 ] [ 3 ] [ 5 ]                                                                          | [ 4 ] [ 1 ] [ 2 ] [ 3 ] [ 5 ]                                                                          | [ 4 ] [ 1 ] [ 2 ] [ 3 ] [ 5 ]                                                                          | [ 4 ] [ 1 ] [ 2 ] [ 3 ] [ 5 ]                                                                          | [ 4 ] [ 1 ] [ 2 ] [ 3 ] [ 5 ]                                                                          | [ 4 ] [ 1 ] [ 2 ] [ 3 ] [ 5 ]                                                                          |

## Entradas relacionadas

### Fabrícción
- NPO Energomash - Diseñador de motores.
- Yuzhmash - Fabricante de motores.

### Utilización
- Zenit : vehículo de lanzamiento que utilizó el RD-120 como segunda etapa.

### Motores derivados
- YF-100 : motor chino que supuestamente se basa en la tecnología RD-120.[47]
- RD-810 : motor ucraniano basado en la tecnología RD-120.
- SCE-200 : motor indio supuestamente basado en la tecnología RD-120.[47]